# أحمد المقادمة
أحمد المقادمة (1991-2024) هو طبيب جراحة تجميلية وترميم في مستشفى الشفاء الطبي، ولد في دير البلح، وحصل على الزمالة البريطانية في طب الجراحة التجميلية والزمالة البحثية في كندا. كما فاز بزمالة الابتكار الإنساني من الكلية الملكية للجراحين في إنجلترا.
عمل برفقة طبيب الجراحة التجميلية، الدكتورغسان أبو ستة، خلال مسيـرات العـودة الكبرى وحـرب 2021 ومنذ بداية حرب الإبادة في القطاع. كما حدث للدكتور عن المقادمة، قال: "لقد أمضى هذه الحـرب وهو ينتقل من مستشفى الشفـاء إلى مستشفى القـدس وعندما كان متفرغاً كان ينضم إليّ في الأهلي. هو ملتزم دائماً، دائماً يريد التعلم، لقد رفض مغادرة الشمال وظل يرسل إلي صوراً لعملياته الجراحيـة، ترك وراءه زوجة وطفلاً".
وكان قد بقي على رأس عمله في مجمع الشفاء الطبي لأكثر من 40 يوماً متواصلاً انتهت بحصاره هناك برفقة والدته إلى أن اُغتيل في 22 مارس 2024 خلال ضربةٍ جوية نفذتها القوات البرية الإسرائيلية وذلك خلال الرد الإسرائيلي على عملية طوفان الأقصى.